# 毡毛泡花树
毡毛泡花树（学名：Meliosma rigida var. pannosa）为清风藤科泡花树属下的一个变种。